# 宗佑磨
宗 佑磨（むね ゆうま、1996年6月7日 - ）は、東京都武蔵野市出身のプロ野球選手（内野手、外野手）。右投左打。オリックス・バファローズ所属。

## 経歴

### プロ入り前
東京都武蔵野市にてギニア人の父と日本人の母の間に出生。すぐに大阪府大阪市に移り、子どもの頃はサッカーをやっていたが、小学3年時に転居した御茶ノ水の小学校にはサッカークラブが無く、お茶の水スリーアローズで軟式野球を始める。当時は遊撃手と投手を兼ねていた。小学5年時に神奈川県鎌倉市に転居し、鎌倉市立玉縄中学校時代には軟式野球部に所属していた。
横浜隼人高校への進学後は、1年時の秋に外野手としてベンチ入りを果たすと、関東大会に出場。2年時の春には、前年夏の選手権本大会で大会史上最多の1試合22奪三振・10打者連続奪三振を樹立した桐光学園高校の松井裕樹から2安打を打ったことで注目された。3年時の6月中旬に右膝蓋骨を骨折したが、手術を経て夏の選手権神奈川大会で実戦に復帰すると、チームを準決勝にまで導いた。在学中には、対外試合で通算26本塁打、打率.452を記録したが、春夏とも甲子園球場での全国大会と縁がなかった。
2014年10月23日に行われたドラフト会議では、内野手としてオリックス・バファローズから2位指名を受け、契約金6000万円、年俸700万円（金額は推定）という条件で入団した。背番号は6。

### オリックス時代
2015年は、高校3年時に手術した右膝が完治しないまま、夏場に腰痛を発症。その影響で、一軍昇格の機会はなかった。ウエスタン・リーグの公式戦でも16試合の出場にとどまったが、打率.333、2三塁打、1打点を記録。12月1日の契約交渉では、推定年俸600万円（前年より100万円減）という条件で契約を更改した。
2016年は、9月18日の対福岡ソフトバンクホークス戦（福岡PayPayドーム）に、「2番・遊撃手」としてスタメンで一軍公式戦にデビューするが、初打席から3三振を喫し、遊撃の守備でもゴロの悪送球で初失策を記録した。その後も一軍公式戦2試合に出場したが、無安打でシーズンを終えた。ウエスタン・リーグの公式戦では、60試合の出場で打率.272、3本塁打、12打点、3盗塁を記録。シーズン終了後に台湾で開かれたアジアウインターベースボールリーグ（AWB）にも、同リーグ選抜のメンバーとして参加した。AWBでは17試合の出場で、打率.240（50打数12安打）、12打点、1盗塁という成績を残した。
2017年は、ウエスタン・リーグ公式戦の序盤から、主にクリーンアップで起用。3・4月度のファーム月間MVPを受賞した。一軍の公式戦でも、9月27日の対北海道日本ハムファイターズ戦（京セラドーム大阪）5回裏の打席で斎藤佑樹から一軍公式戦での初安打を打つなど、10試合の出場で1本の二塁打を含む4安打を記録。しかし、走塁面では盗塁の成功までに至らず、3つの盗塁死を喫した。ウエスタン・リーグ公式戦では、104試合に出場し、入団後初めて規定打席に到達。本塁打は1本にとどまったものの、34打点、8盗塁、リーグ6位の打率.279を記録した。レギュラーシーズンの終了後には、フェニックス・リーグの数試合で外野の守備を経験。秋季キャンプをはさんで、2年連続でAWBへの参加を予定していたが、キャンプ中に左肩を傷めたため参加を辞退した（代替選手はチームメイトの根本薫）。
2018年は、春季キャンプのスタートを二軍で迎えたものの、二軍の紅白戦で好成績を残すなど打撃面で急成長。一軍クラスの中堅手が軒並み故障や不振であったことから、一軍監督・福良淳一の方針で、内野手登録のままキャンプの途中から外野手へ転向した。3月4日の横浜DeNAベイスターズとのオープン戦（ほっともっとフィールド神戸）では、前日（3月3日）の同カード（京セラドーム大阪）に続く1回裏での先頭打者本塁打をランニング本塁打で記録した。NPBオープン戦でのランニング本塁打は、2012年のクレイグ・ブラゼル（阪神タイガース）以来6年ぶりで、日本人選手としては谷佳知がブルーウェーブ時代の2001年3月3日の対大阪近鉄バファローズ戦で記録して以来17年ぶりである。オープン戦全体では、13試合の出場でチームトップの4本塁打・4盗塁および、打率.306を記録。自身初の開幕一軍入りを果たしたばかりか、主に「1番・中堅手」として開幕戦から先発に定着した。「OSAKAクラシック」として開かれた4月30日の対ソフトバンク戦（京セラドーム大阪）では、1回裏の打席で、一軍公式戦での初本塁打を中田賢一からの先頭打者本塁打で記録した。5月中旬以降は、故障による戦線の離脱や、打撃不振による打順の降格を経験。「1番・中堅手」へ再び起用された9月30日からの対東北楽天ゴールデンイーグルス2連戦（楽天生命パーク）では、第1戦の第4打席で3号2点本塁打を打つと、翌10月1日の第2戦で初回先頭打者本塁打からの2打席連続本塁打によって、2日がかりで3打席連続本塁打を記録した。一軍公式戦には通算74試合の出場で、打率.233ながら、5本塁打、22打点、3盗塁という成績を残した。
2019年は、登録ポジションを内野手から外野手へ変更。春季キャンプのスタートを一軍で迎えたが、打撃不振でキャンプ中に二軍へ降格。前年につかんだ開幕スタメンの座も一軍経験の浅い西浦颯大に奪われるなど、一軍への復帰は、セ・パ交流戦の終盤にまで持ち越された。7月10日の楽天戦（楽天生命パーク）では、同点で迎えた延長10回表二死一・二塁の打席で、高校2年時の選手権神奈川大会以来6年ぶりに対戦した松井裕樹から決勝の適時打を打っている。一軍公式戦全体では、出場試合数（54試合）や本塁打（2本）などが前年から減少した一方で、前年を上回る打率（.270）や盗塁数（7）を記録。二軍調整中から三塁の守備を練習していたため、レギュラーシーズンの終盤に中堅手として先発に起用された一軍公式戦では、途中の守備から三塁を経て中堅に戻ることもあった。結局、一軍では内外野とも無失策でシーズンを終えている。なお、シーズン終了後の11月下旬からは、およそ1か月にわたってオーストラリアン・ベースボールリーグへ派遣。リーグ戦23試合の出場で、打率.387、3本塁打、12打点と活躍したほか、全試合で三塁を守った。
2020年は、春季キャンプから一軍に帯同。オープン戦の途中までは好調だったが、新型コロナウイルスへの感染拡大に伴う自主練習期間中に背中と腰の間の張りが強まった影響で、開幕一軍入りを逃した。開幕2週間後の7月1日に、不振の中川圭太に代わって一軍へ登録。7月25日の対楽天戦（楽天生命パーク）では、7回表に代走でホームスチールを成功させると、9回表の打席でランニング本塁打を記録した。オリックスの選手による一軍公式戦でのランニング本塁打は、前身球団を含めても18年ぶりだが、同じ試合で本盗も成功させた事例は初めてである。一軍公式戦には通算で72試合に出場したが、打率.225、本塁打は前述のランニング本塁打の1本にとどまった。その一方で、外野手として登録されながら、試合の展開などに応じて三塁も守っていた。
2021年は、自主トレーニングの終盤に脚を痛めた影響で春季キャンプに参加できなかった。3月上旬の教育リーグから実戦に復帰すると、オープン戦の終盤から一軍に合流した。3月26日に、埼玉西武ライオンズとのレギュラーシーズン開幕戦（メットライフドーム）で「8番・三塁手」として先発に起用。4月30日の対ソフトバンク戦（京セラドーム大阪）では、1点ビハインドの9回裏一死一・二塁で迎えた打席で、プロ入り後初めてのサヨナラ適時打（走者一掃の二塁打）を記録。チームの4試合連続9回引き分けを阻止した。5月3日の対西武戦（メットライフドーム）では、8回表二死二・三塁で迎えた打席で、森脇亮介から前年に続いてランニング本塁打を記録。NPBの一軍公式戦でランニング本塁打を2年連続で記録した選手は、1987年・1988年の屋鋪要（横浜大洋ホエールズ）、オリックスでは阪急ブレーブス時代（1956年・1957年）の渡辺清以来であった。レギュラーシーズンの開幕当初は前年に続いて三塁手と外野手を兼ねていたが、シーズンの途中からは「2番・三塁手」に定着。パシフィック・リーグの最終規定打席へ初めて到達するとともに打率.272、9本塁打、42打点というキャリアハイの成績で、チームを（ブルーウェーブ時代の1996年以来）25年ぶりのリーグ優勝に導いた。ポストシーズンでも、千葉ロッテマリーンズとのクライマックスシリーズ（CS）ファイナルステージおよび、東京ヤクルトスワローズとの日本シリーズ全試合に「2番・三塁手」として先発に起用。CSでは第3戦にロッテの岩下大輝から2点本塁打を打った。ヤクルトとの日本シリーズでは、全6試合で安打を記録した。登録ポジションは外野手ながら、シーズンの終了後にはパ・リーグの三塁手部門でゴールデングラブ賞とベストナインを初めて受賞。オリックスの選手がゴールデングラブ賞を三塁手部門で受賞した事例は、1996年の馬場敏史以来25年ぶりであった。12月16日に、前年から3倍増となる推定年俸5700万円という条件で契約を更改した。
2022年は、4月29日の対西武戦（京セラドーム大阪）では両者無得点で迎えた9回一死一・三塁の打席で平良海馬からサヨナラ適時打を放った。オールスターゲームには選手間投票で初選出され、第1戦（福岡PayPayドーム）では1点を追う6回二死満塁の打席で伊勢大夢から球宴初安打となる同点適時打を放ち、敢闘賞に選出された。9月19日の対ソフトバンク戦（京セラドーム大阪）では5-5の同点で迎えた延長10回二死満塁の打席でコリン・レイからシーズン2度目のサヨナラ適時打を放った。ヤクルトとの日本シリーズでは前年と合わせて第3戦まで9試合連続安打を記録した。シーズンの終了後には2年連続でゴールデングラブ賞とベストナインを受賞、スカパー! ドラマティック・サヨナラ賞年間大賞に選出された。オフの12月8日に2100万円増となる推定年俸7800万円で契約を更改した。
2023年は、3月31日の西武との開幕戦（ベルーナドーム）で延長10回に決勝本塁打を放ち、チーム開幕戦勝利に貢献した。5月4日の対ソフトバンク戦（福岡PayPayドーム）では自身初の1試合4安打を放った。同月31日の対広島戦（京セラドーム大阪）で4回無死無走者の打席で九里亜蓮から左足に死球を受け、途中交代。翌6月1日に左ふくらはぎ打撲のため、出場選手登録を抹消された。同月11日に一軍に復帰すると、7月1日の対日本ハム戦（エスコンフィールドHOKKAIDO）では1-1の同点で迎えた5回一死一・二塁の打席で上沢直之から決勝2点適時二塁打を放ち、チームの上沢相手の連敗を12で止めた。8月4日の対西武戦（ベルーナドーム）では漆戸駿打撃投手のユニフォームを代用し、背番号「115」で出場した。阪神との日本シリーズでは第3戦（阪神甲子園球場）で1点リードで迎えた5回二死一・二塁の打席で伊藤将司からシリーズ初安打となる2点適時二塁打を放ち、勝利に貢献するも、チームは3勝4敗で2年連続日本一を逃した。シーズンの終了後には3年連続でゴールデングラブ賞とベストナインを受賞。オフの12月10日に500万円増となる推定年俸8300万円で契約を更改した。
2024年、5月は19日の対楽天戦（京セラドーム大阪）で2-2の同点で迎えた延長10回二死一・三塁の打席で酒居知史からサヨナラ適時打、31日の対中日ドラゴンズ戦（京セラドーム大阪）では1-1の同点で迎えた9回一死一・三塁の打席で松山晋也からサヨナラ犠飛を放ち、2度のサヨナラ勝ちに貢献。8月は7日の対西武戦（京セラドーム大阪）で2-2の同点で迎えた7回一死無走者の打席で松本航からシーズン298打席目で初本塁打となる決勝本塁打を放ったが、同月の月間打率は.171と打撃不振で、23日に出場選手登録を抹消された（10月6日に一軍復帰）。この年は本人も「野球人生で一番状態が悪い年でした」と話したように、97試合の出場で打率.235、1本塁打、22打点、OPS.584。三塁守備でもリーグワースト2位のUZR-8.9と攻守両面で不振に陥った。オフに1000万円減となる推定年俸7300万円で契約を更改した。
2025年は開幕スタメン入りを果たすも、4月8日のソフトバンク戦で1・2回といずれも失点に繋がる失策を犯し、直後の第1打席では併殺に倒れるなど、4打数無安打に終わり、続く2試合ではベンチスタート。この時点では打率.179であったが、4月11・12日の楽天戦で「1番・三塁」に抜擢されると、2試合連続でマルチ安打を記録した。ただ、その後は29打数4安打と打撃が振るわず、5月1日に出場選手登録を抹消された。

## 選手としての特徴
手動計測ながら50メートル走で最速5秒8を記録したほどの俊足と、遠投100メートルという強肩の持ち主。投手としてもストレートで最速141km/h、高校3年時の春に立ち幅跳びで2m69cmを記録するなど、高い身体能力を有している。
横浜隼人高校硬式野球部監督の水谷哲也によれば、宗は短い距離のゴロへの反応に長けている一方で、在学中から長い距離のゴロを捕球する際の体勢や捕球後のスローイングに難があるという。現に、1年時には水谷監督の方針で右翼を守っていて、2年時から三塁や遊撃の守備に取り組んでいた。宗はオリックスの入団後も「守備範囲の広い外野手」として台頭していたが、入団5年目（2019年）のシーズン終盤から、出場機会を増やすべく三塁の守備へ本格的に着手。7年目の2021年途中から正三塁手へ定着すると、その年に三塁手としてゴールデングラブ賞を受賞するまでに成長している。

## 人物
愛称は「ウィル」。
水谷によれば、中学生時代に硬式球を使う少年野球リーグ（ボーイズリーグやシニアリーグなど）で台頭した選手が、高校野球の強豪校へ進学する傾向の強い神奈川県において、県内の公立中学校の軟式野球部からNPB入りを果たした野手は宗が初めてだという。宗本人や家族は、「実家から通える」「勉学と野球を両立できる」「硬式野球部が過去に甲子園球場の全国大会へ出場している」「硬式野球部からNPBへ入った選手（小宮山慎二や鈴江彬）がいる」との理由で、横浜隼人高校への進学を志望した。当時、硬式野球部部長の榊原秀樹が入学募集の資料を配布する目的で県内の中学校を行脚した際に、「野球の能力の高い子が公立中学校にいて、横浜隼人高校への進学を希望している」という話を聞き付けたことも相まって、スポーツ推薦枠ではなく「進学コース」での入学に至った。
横浜隼人高校からオリックスへの入団に至るまでは、宗の3年時（2014年）に球団副本部長兼編成部長兼アマチュアスカウトグループ長へ就いたばかりの加藤康幸が、スカウティングを担当していた。オリックス入団の前年（2013年）には、楽天でチーム統括本部長として当時2年生だった宗の視察を始めていた。当のオリックスには、2014年に高卒の野手4人（若月健矢・園部聡・吉田雄人・奥浪鏡）が入団していたが、加藤は入団後初めて携わるドラフト会議に際して、宗を2巡目で指名することを強く推薦したという。球団の内部では、上位指名への異論が一斉に巻き起こったものの、当初は推薦に反対していた上司の瀬戸山隆三球団本部長は、「宗がアカン（入団後に2巡目の指名にふさわしい成長を見せな）かったら責任を取れ」という一言を添えながらも、加藤の意思を尊重した。当時のオリックスは「（高卒選手の）育成が下手」との風評に晒されていたことから、加藤は水谷監督への指名挨拶の席で、宗について「オリックスが変わることへの旗頭になって欲しくて、2位での指名に踏み切った。（オリックスブルーウェーブ時代に主力選手の田口壮が着用していた）背番号6を付けさせるので、（一軍に台頭するまでは）辛抱して欲しい」と明言している。宗が水谷監督などの承諾を経て入団してからは、大学生時代から積み重ねている運動生理学の知見を基に、宗のトレーニング方法について現場のコーチへ細かく注文を出していた。加藤は編成以外の部門への異動を内示されたことなどを機に2016年限りで退団したが、宗が入団7年目（2021年）に一軍の正三塁手へ定着したことから、水谷監督は「大学野球を4年間・社会人野球を2年間経験したほどの時間をかけてまで、（オリックスは）宗を（一流の選手に）育ててくれた」と評価。神奈川県内の公立中学校で軟式野球部でのプレーしか経験していなかった学生が、宗を目標に掲げながら、水谷監督が率いる横浜隼人高校硬式野球部へ入ることも相次いでいるという。
中学3年時の冬休みにガーナを訪れた際に、知人の呪術師から「ジョパタ」（現地の宗教に基づくブレスレット状のお守り）を授かった。宗も横浜隼人高校の硬式野球部へ入ってから、ジョバタをユニフォームのポケットに入れて試合に臨むとご利益が現れるようになったという。現に、宗もオリックスへの入団を機に「青濤館」（球団の合宿所）での生活を始めた際にも「ジョパタ」を持ち込んだ。
横浜隼人高校在学中には、試合中のプレーの合間に垣間見える行動や振る舞いも世話になった加藤から高く評価されていた。オリックス入団後の2021年9月25日には、宗とともに外野手としてレギュラーの座を争っていた高卒の後輩（入団4年目）の西浦颯大が特定疾患（両側特発性大腿骨頭壊死症）で歩行に支障を来していることを理由に、現役引退を発表したことを受けて対東北楽天ゴールデンイーグルス戦でのナイトゲーム（京セラドーム大阪）に臨む前の円陣で「野球がやりたくてもできなくなってしまう若い選手（西浦）がいます。熱い気持ちを持って戦いましょう!」との言葉でナインを鼓舞した。なお、宗はこの試合で先制本塁打を放ったことによって臨んだヒーローインタビューでも、「彼（西浦）の分も最後まで戦って優勝したいと思います」と語っていた。

## 詳細情報

### 年度別打撃成績
| 年 度     | 球 団      | 試 合 | 打 席 | 打 数 | 得 点 | 安 打 | 二 塁 打 | 三 塁 打 | 本 塁 打 | 塁 打 | 打 点 | 盗 塁 | 盗 塁 死 | 犠 打 | 犠 飛 | 四 球 | 敬 遠 | 死 球 | 三 振 | 併 殺 打 | 打 率 | 出 塁 率 | 長 打 率 | O P S |
| --------- | ---------- | ----- | ----- | ----- | ----- | ----- | -------- | -------- | -------- | ----- | ----- | ----- | -------- | ----- | ----- | ----- | ----- | ----- | ----- | -------- | ----- | -------- | -------- | ----- |
| 2016      | オリックス | 3     | 4     | 4     | 0     | 0     | 0        | 0        | 0        | 0     | 0     | 0     | 0        | 0     | 0     | 0     | 0     | 0     | 3     | 0        | .000  | .000     | .000     | .000  |
| 2017      | オリックス | 10    | 26    | 22    | 2     | 4     | 1        | 0        | 0        | 5     | 0     | 0     | 3        | 0     | 0     | 3     | 0     | 1     | 6     | 1        | .182  | .308     | .227     | .535  |
| 2018      | オリックス | 74    | 289   | 266   | 28    | 62    | 16       | 3        | 5        | 99    | 22    | 3     | 2        | 4     | 1     | 15    | 1     | 3     | 53    | 1        | .233  | .281     | .372     | .653  |
| 2019      | オリックス | 54    | 177   | 148   | 16    | 40    | 6        | 1        | 2        | 54    | 14    | 7     | 3        | 4     | 1     | 13    | 0     | 11    | 30    | 4        | .270  | .370     | .365     | .735  |
| 2020      | オリックス | 72    | 203   | 182   | 16    | 41    | 10       | 1        | 1        | 56    | 9     | 5     | 5        | 5     | 0     | 10    | 0     | 6     | 32    | 2        | .225  | .288     | .308     | .596  |
| 2021      | オリックス | 139   | 543   | 481   | 71    | 131   | 17       | 7        | 9        | 189   | 42    | 8     | 4        | 14    | 2     | 33    | 1     | 13    | 62    | 15       | .272  | .335     | .393     | .728  |
| 2022      | オリックス | 130   | 537   | 469   | 55    | 127   | 23       | 1        | 5        | 167   | 43    | 4     | 5        | 9     | 6     | 45    | 2     | 8     | 81    | 11       | .271  | .341     | .356     | .697  |
| 2023      | オリックス | 122   | 478   | 428   | 38    | 105   | 17       | 3        | 2        | 134   | 22    | 1     | 1        | 9     | 1     | 36    | 1     | 4     | 55    | 9        | .245  | .309     | .313     | .622  |
| 2024      | オリックス | 97    | 322   | 289   | 15    | 68    | 12       | 2        | 1        | 87    | 22    | 3     | 2        | 11    | 2     | 14    | 1     | 6     | 31    | 8        | .235  | .283     | .301     | .584  |
| 通算：9年 | 通算：9年  | 701   | 2579  | 2289  | 241   | 578   | 102      | 18       | 25       | 791   | 174   | 31    | 25       | 56    | 13    | 169   | 6     | 52    | 353   | 51       | .253  | .346     | .317     | .663  |

- 2024年度シーズン終了時
- 各年度の太字はリーグ最高

### 年度別守備成績
| 年 度 | 球 団      | 一塁  | 一塁  | 一塁  | 一塁  | 一塁  | 一塁     | 三塁  | 三塁  | 三塁  | 三塁  | 三塁  | 三塁     | 遊撃  | 遊撃  | 遊撃  | 遊撃  | 遊撃  | 遊撃     | 外野  | 外野  | 外野  | 外野  | 外野  | 外野     |
| 年 度 | 球 団      | 試 合 | 刺 殺 | 補 殺 | 失 策 | 併 殺 | 守 備 率 | 試 合 | 刺 殺 | 補 殺 | 失 策 | 併 殺 | 守 備 率 | 試 合 | 刺 殺 | 補 殺 | 失 策 | 併 殺 | 守 備 率 | 試 合 | 刺 殺 | 補 殺 | 失 策 | 併 殺 | 守 備 率 |
| ----- | ---------- | ----- | ----- | ----- | ----- | ----- | -------- | ----- | ----- | ----- | ----- | ----- | -------- | ----- | ----- | ----- | ----- | ----- | -------- | ----- | ----- | ----- | ----- | ----- | -------- |
| 2016  | オリックス | -     | -     | -     | -     | -     | -        | -     | -     | -     | -     | -     | -        | 1     | 2     | 2     | 1     | 1     | .800     | -     | -     | -     | -     | -     | -        |
| 2017  | オリックス | -     | -     | -     | -     | -     | -        | 1     | 0     | 0     | 0     | 0     | ----     | 10    | 11    | 18    | 1     | 0     | .967     | -     | -     | -     | -     | -     | -        |
| 2018  | オリックス | -     | -     | -     | -     | -     | -        | -     | -     | -     | -     | -     | -        | -     | -     | -     | -     | -     | -        | 74    | 130   | 3     | 2     | 0     | .985     |
| 2019  | オリックス | -     | -     | -     | -     | -     | -        | 2     | 0     | 2     | 0     | 0     | 1.000    | -     | -     | -     | -     | -     | -        | 53    | 95    | 3     | 0     | 0     | 1.000    |
| 2020  | オリックス | -     | -     | -     | -     | -     | -        | 58    | 39    | 66    | 2     | 4     | .981     | -     | -     | -     | -     | -     | -        | 21    | 17    | 0     | 2     | 0     | .895     |
| 2021  | オリックス | 6     | 7     | 1     | 0     | 1     | 1.000    | 126   | 91    | 200   | 7     | 9     | .977     | -     | -     | -     | -     | -     | -        | 11    | 15    | 0     | 0     | 0     | 1.000    |
| 2022  | オリックス | -     | -     | -     | -     | -     | -        | 127   | 88    | 181   | 11    | 17    | .961     | -     | -     | -     | -     | -     | -        | -     | -     | -     | -     | -     | -        |
| 2023  | オリックス | -     | -     | -     | -     | -     | -        | 121   | 64    | 168   | 9     | 11    | .963     | -     | -     | -     | -     | -     | -        | -     | -     | -     | -     | -     | -        |
| 2024  | オリックス | -     | -     | -     | -     | -     | -        | 95    | 54    | 140   | 8     | 14    | .960     | -     | -     | -     | -     | -     | -        | -     | -     | -     | -     | -     | -        |
| 通算  | 通算       | 6     | 7     | 1     | 0     | 1     | 1.000    | 530   | 336   | 757   | 37    | 55    | .967     | 11    | 13    | 20    | 2     | 1     | .943     | 159   | 257   | 6     | 4     | 0     | .985     |

- 2024年度シーズン終了時
- 各年度の太字はリーグ最多
- 太字年はゴールデングラブ賞受賞年

### 表彰
- ベストナイン：3回（三塁手部門：2021年 - 2023年）
- ゴールデングラブ賞：3回（三塁手部門：2021年 - 2023年）
- オールスターゲーム敢闘選手賞：1回（2022年第1戦）[88]
- スカパー! ドラマティック・サヨナラ賞年間大賞：1回（2022年）
- 月間サヨナラ賞：1回（2022年9・10月）

### 記録
初記録
- 初出場・初先発出場：2016年9月18日、対福岡ソフトバンクホークス24回戦（福岡PayPayドーム）、「2番・遊撃手」で先発出場
- 初打席：同上、1回表にリック・バンデンハークから空振り三振
- 初安打：2017年9月27日、対北海道日本ハムファイターズ23回戦（京セラドーム大阪）、5回裏に斎藤佑樹から左前安打
- 初盗塁：2018年4月3日、対千葉ロッテマリーンズ1回戦（京セラドーム大阪）、3回裏に二盗（投手：石川歩、捕手：田村龍弘）
- 初打点：同上、5回裏に石川歩から右前適時打
- 初本塁打：2018年4月30日、対福岡ソフトバンクホークス6回戦（京セラドーム大坂）、1回裏に中田賢一から中越初回先頭打者本塁打 ※プロ初本塁打が初回先頭打者本塁打は史上44人目

その他の記録
- オールスターゲーム出場：1回（2022年）

### 背番号
- 6（2015年[10] - ）